# Боровлянка (Троїцький район)
Боровля́нка (рос. Боровлянка) — село у складі Троїцького району Алтайського краю, Росія. Адміністративний центр Боровлянської сільської ради.

## Населення
Населення — 1629 осіб (2010; 2043 у 2002).
Національний склад (станом на 2002 рік):
- росіяни — 96 %